# Lel
Lel es una pedanía perteneciente al municipio de Pinoso, en la provincia de Alicante, Comunidad Valenciana, España. Está situada unos 6 km al noreste de Pinoso. Contaba con 43 habitantes en 2010 (INE).

## Geografía física
Lel es un caserío disperso que forma un pequeño núcleo de población.

## Historia
En las cercanías de Lel se han hallado numerosos vestigios arqueológicos. En la Cova de les Arenes y en la Serra de la Centenera hubo hallazgo del Eneolítico y de la Edad del Bronce. En Camarilles hay restos iberos y romanos, así como en la Vereda de los Cabecicos, donde quedan restos de vías romanas. En el Diccionario de Madoz (1845-1850) aparece la siguiente descripción:

LEL: cas[erío] de la prov[incia] de Alicante [...], térm[ino] jurisd[iccional] de Pinoso. Sit[uado] á la dist[ancia] de una hora N. del mismo, y comprende unas 25 habitaciones y una pequeña venta; tiene su diputado de justicia; se surte de aguas de pozos manantiales, y su terreno es pedregoso, de modo que solo prod[uce] granos, vino y aceite. Pobl[ación]: 25 vec[inos], 80 almas.
Diccionario de Madoz

## Cultura
- Fiestas patronales: Se celebran a principios del verano en honor del Sagrado Corazón de Jesús desde 1999. Entre 1996 y dicha fecha se celebraron en honor de San José.[2]